# Chastity Lynn
Ashton Butler, dite Chastity Lynn ou Chastity Lynne, est une actrice pornographique américaine. Dotée d'une petite poitrine, son physique est globalement gracile et élancé.

## Biographie
De son nom patronymique Ashton Butler, Chastity Lynn alias Chastity Lynne est née le 10 août 1987 à Seattle, État de Washington, États-Unis.
Après avoir fait une partie de sa scolarité dans une école de filles à obédience catholique où elle reçoit une éducation conventionnelle et plutôt stricte, elle migre vers l'école publique.

## Carrière[1]
Chastity commence sa carrière pornographique en 2006 après avoir rencontré la jeune interprète du genre Ellie Idol. Elle est alors âgée de 19 ans.
Elle travaille pour différents studios tels que Pure Play Media et Red Light District. Lynn interprète tout d'abord des scènes saphiques en compagnie d'Idol mais ne tarde pas à interpréter également des scènes hétérosexuelles et/ou interraciales comportant de la pornographie extrême telle que sodomie, bondage, éjaculations faciales et génitales, urophilie, sadomasochisme, fist-fucking, etc.

## Filmographie
- 2018 : Anita Dark and Her Girlfriends (compilation)
- 2017 : Riley Reid and Her Girlfriends (compilation)
- 2016 : Black Massive Cocks 1
- 2015 : Brazzers Meanest Lesbians
- 2015 : Lesbian Adventures: Strap-On Specialists 09
- 2015 : Lesbian Stepsisters 2
- 2015 : Lola's First Lesbian Anal
- 2014 : Lesbian Sex Society
- 2014 : Lil' Gaping Lesbians 7
- 2014 : Mommy Shows Me What To Do
- 2014 : Pink Velvet
- 2014 : Pretty Sloppy 5
- 2014 : Women Seeking Women 104
- 2013 : Belladonna's Strapped Dykes 2
- 2013 : Cheer Squad Sleepovers 5
- 2013 : Couples Seeking Teens 12
- 2013 : Device Bondage 27384
- 2013 : Her First Lesbian Sex 27
- 2013 : Hot and Mean 9
- 2013 : Inspector Anal
- 2013 : Jessica Drake's Guide to Wicked Sex: Woman to Woman
- 2013 : Lesbian Adventures: Older Women, Younger Girls 3
- 2013 : Lesbian Guidance Counselor 3
- 2013 : Lesbian Obsessions
- 2013 : Lil' Gaping Lesbians 5
- 2013 : Moms Bang Teens 4
- 2013 : Mother Lovers Society 9
- 2013 : My Daughter's Boyfriend 8
- 2013 : Sisters
- 2013 : Teach Me 3
- 2013 : What An Asshole
- 2012 : Girls in White 2012 3 (2012)
- 2012 : Girls Kissing Girls 11
- 2012 : Girls Kissing Girls 10
- 2012 : Buttsluts
- 2012 : Spit
- 2012 : Mean Girls Kick Ass! 3
- 2012 : Belladonna: Fetish Fanatic 10
- Fuck You 2 (2012)
- Evil Anal 15 (2012)
- Mandingo: Massacre 4 (2012)
- Corrupt Schoolgirls (2012) : Cheerleader
- Interracial Lesbian Romance (2012)
- Mandingo: Massacre 3 (2012)
- Lesbian Sex 5 (2012)
- Cream Dreams (2012)
- Anal Students (2012)
- Beach Heat Miami (TV, 2011-2012) : Cassidy Romano / Cassidy Lynn
- Road Queen 21 (2012)
- Legends & Starlets 6 (2011)
- Anal Intensity: POV+ (2011)
- Lesbian Truth or Dare 6 (2011)
- Spandex Loads 2 (2011)
- Deep Anal Abyss 4 (2011)
- Rocky XXX: A Parody Thriller (2011)
- Road Queen 20 (2011)
- Couples Seeking Teens 7 (2011)
- Racially Motivated 3 (2011)
- Mother-Daughter Exchange Club 20 (2011)
- Teen Pink 4 (2011)
- Monster Cock P.O.V. 7 (2011)
- Supergirl XXX (2011)
- Praise the Load 6 (2011)
- Anal Acrobats 6 (2011)
- Friends and Family 2 (2011) : Ally Davis
- Katy Pervy: The XXX Parody (2011) : Ka$$ha
- Teenage Spermaholics 7 (2011)
- It's Okay! She's My Step Daughter 7 (2011)
- Gape Lovers 6 (2011)
- Mother-Daughter Exchange Club 18 (2011)
- Teen Head (2011)
- Cheaters Retreat 2 (2011) : Chastity
- Lesbian Truth or Dare 4 (2011)
- The Babysitter 3 (2011)
- Black Shack 2 (2011)
- Lil' Gaping Lesbians 4 (2011)
- Net Skirts 5.0 (2011)
- Cum in My Gaping Butthole 3 (2011)
- Throat Fucks 3 (2011)
- Mommy & Me 2 (2011)
- My Daughter's Boyfriend 3 (2010)
- Lesbian Adventures: Strap-On Specialists 2 (2010)
- Tough Love 20 (2010)
- Mother-Daughter Exchange Club 17 (2010)
- Cheaters Retreat 1 (2010) : Chastity
- Mother-Daughter Exchange Club 16 (2010)
- Lesbian PsychoDramas 4 (2010)
- The A-Team XXX: A Parody (2010) : L'infirmière
- Fuck Machines 8 (2010)
- Deep Anal Abyss 3 (2010)
- Mother-Daughter Exchange Club 15 (TV, 2010) : La danseuse
- Road Queen 18 (2010)
- Road Queen 17 (2010)
- Road Queen 16 (2010)
- Gag Factor 32 (2010)
- The Violation of Amy Brooke (2010)
- Lesbian House Hunters 1 (2010)
- Barely Legal Babysitters 2 (2010)
- Mother-Daughter Exchange Club 12 (2010)
- Black Teen Punishment 2 (2010)
- Sloppy Head 3 (2010)
- This Isn't Fast Times at Ridgemont High: The XXX Parody (2010)
- BJ's in PJ's (2010)
- Anal Acrobats 5 (2010)
- Bree's Beach Party 3 (2010)
- Mandingo Teen Domination 2 (2010)
- Hit Me with Your Best Squirt 2 (2010)
- Cum Spewing Holes (2010)
- Me & My Girlfriends (2010)
- Rocco: Puppet Master 8 (2010)
- The Kissing Game 5 (2009)
- She Is Half My Age 12 (2009)
- Flight Attendants (2009)
- Lesbian Legal 3 (2009)
- 8 Simple Rules for Banging my Teenage Daughter 3 (2009)
- She Is Half My Age 7 (2009)
- Masturbation Nation 6 (2009)
- So You Wanna Be a Porn Star 2 (2009)
- Manaconda 6 (2009)
- Screw My Girlfriend, While I Watch (2009)
- Ass Eaters Unanimous 19 (2009)
- My Dirty Angels 15 (2008)
- Geek Girl Sex (2008)
- Schoolgirl P.O.V. 4 (2008)
- Wasted Youth 7 (2008)
- POV Cock Suckers 8 (2008)